# Brian Mitchell (Boxer)
Brian Mitchell (* 30. August 1961 in Johannesburg, Südafrika) ist ein ehemaliger südafrikanischer Boxer sowie Weltmeister der WBA und IBF im Superfedergewicht. 2009 fand er als bislang einziger südafrikanischer Boxer Aufnahme in die International Boxing Hall of Fame.

## Boxkarriere
Mitchell begann seine Profiboxkarriere 1981 und verlor seinen siebenten Kampf im Mai 1982 nach Punkten gegen Jacob Morake, was die einzige Niederlage seiner Profikarriere blieb. Er besiegte diesen jedoch in drei weiteren Kämpfen im August 1983, März 1984 und November 1985, wobei Morake nach dem vierten Kampf an den Folgen seiner Verletzungen verstarb. Darüber hinaus boxte er im Juli 1982 ein Unentschieden gegen Frank Khonkhobe, gewann jedoch auch hier zwei Rückkämpfe im Oktober 1982 und November 1983. Bis zu seiner ersten WM-Chance hatte er 30 Kämpfe bestritten und davon 28 gewonnen, davon 14 vorzeitig. Dabei hatte er im April 1983 den Südafrikanischen Meistertitel erkämpft und insgesamt achtmal verteidigt.
Am 27. September 1986 boxte er im Superbowl von Sun City gegen Alfredo Layne um den WBA-Weltmeistertitel im Superfedergewicht und gewann den Kampf durch TKO in der zehnten Runde.
Im Anschluss gelangen ihm zwölf Titelverteidigungen im Ausland, aufgrund eines Sportboykotts wegen des südafrikanischen Apartheid-Regimes.
- 27. März 1987 in San Juan, Puerto Rico: Unentschieden über 15 Runden gegen José Rivera (1)
- 31. Juli 1987 in Panama-Stadt, Panama: TKO in der 14. Runde gegen Francisco Fernandez (2)
- 3. Oktober 1987 in Gravelines, Frankreich: Einstimmig nach Punkten gegen Daniel Londas (3)
- 19. Dezember 1987 in Capo d’Orlando, Italien: TKO in der 8. Runde gegen Salvatore Curcetti (4)
- 26. April 1988 in Madrid, Spanien: Einstimmig nach Punkten gegen José Rivera (5)
- 2. November 1988 in London, England: Einstimmig nach Punkten gegen Jim McDonnell (6)
- 11. Februar 1989 in Capo d’Orlando, Italien: TKO in der 8. Runde gegen Salvatore Bottiglieri (7)
- 2. Juli 1989 in Crotone, Italien: TKO in der 9. Runde gegen Jackie Beard (8)
- 28. September 1989 in Lewiston (Maine), USA: TKO in der 7. Runde gegen Irving Mitchell (9)
- 14. März 1990 in Grosseto, Italien: Einstimmig nach Punkten gegen Jackie Beard (10)
- 29. September 1990 in Aosta, Italien: Einstimmig nach Punkten gegen Frankie Mitchell (11)
- 15. März 1991 in Sacramento, USA: Unentschieden über 12 Runden gegen Tony Lopez (12)

Anstatt eine weitere Pflichtverteidigung seines Titels zu bestreiten, entschied er sich für einen Rückkampf gegen Tony Lopez und legte dafür seinen WBA-Gürtel nieder. Den Rückkampf gewann er dann am 13. September 1991 in Sacramento einstimmig nach Punkten über zwölf Runden und gewann damit auch den vakanten IBF-Weltmeistertitel.
Mitchell beendete im Anschluss seine Karriere, kehrte jedoch 1994 in den Ring zurück und gewann zwei weitere Kämpfe, ehe er seine Karriere 1995 endgültig beendete.

## Sonstiges
Mitchell ist verheiratet und Vater von vier Kindern. Nach seiner Wettkampfkarriere arbeitete er als Sportanalyst und TV-Kommentator sowie als Boxtrainer und Manager.